# تسيير عمومي
إن مصطلح التسيير العمومي أو بالإنجليزية إدارة عامة لم يظهر ببعده الحالي وكميدان يستحق الدراسة إلا في النصف الثاني من القرن التاسع عشر (19) مع أستاذ علم السياسة الأمريكي توماس وودرو ويلسون وودرو ويلسون، أستاذ القانون الدستوري بالولايات المتحدة الأمريكية، والذي أصبح رئيسا لها سنة 1913، فقد نشر هذا الأخير بحثا بتاريخ 1887 تحت عنوان " دراسة الإدارة العامة " ويعرف Wilson التسيير العمومي بأنه " الغاية أو الهدف العملي للحكومة موضوعه هو إنجاز المشروعات العامة بأكبر قدر ممكن من الفعالية والإتفاق مع رغبات الأفراد وحاجاتهم، فعن طريق الإدارة العامة توفر الحكومات حاجات المجتمع التي يعجز النشاط الفردي عن الوفاء بها "كذلك هو الأمر بالنسبة لجيلينيي. Gélinier الذي يرى أن التسيير العمومي هو «تنفيذ السياسة العامة للدولة عن طريق الإدارات العمومية» ويعريف فوزي حبيش التسييرالعمومي على أنه: «مجموعة نشاطات وأعمال منظمة تقوم بأدائها قوى بشرية تعينها السلطات الرسمية العامة وتوفر لها الإمكانيات المالية اللازمة، بهدف تنفيذ الخطط الموضوعة لها وبالتالي تحقيق الأهداف العامة المرسومة لها، بأكبر كفاية إنتاجية وأقصر وقت وأ قل تكلفة». كما نجد أن Mc Namara يعرف التسيير بأنه: "الوسيلة التي يتم من خلالها التنظيم العقلاني لكل التغيرات الإنسانية الاجتماعية الاقتصادية، التكنولوجية والسياسية، حيث يتم نشر هذا التنظيم في المجتمع من خلال إدارة المنظمات العمومية "